# Stadler Regio-Shuttle RS1
Lo Stadler Regio-Shuttle RS1 è il primo vagone diesel di nuova generazione ampiamente utilizzato in Germania e Repubblica Ceca per i servizi ferroviari locali. La sua caratteristica principale sono gli infissi a forma di trapezio. Il Regio-Shuttle è classificato dalla Deutsche Bahn come Classe 650, dalla České Dráhy come Classe 840 o Classe 841, tuttavia numerose ferrovie private hanno le proprie Regio-Shuttles.

## Informazioni tecniche
Originariamente prodotto dell'azienda di ADtranz, l'RS1 viene ora costruito e venduto dalla Stadler Rail AG, poiché Bombardier Transportation ha dovuto vendere il sito a Berlino-Wilhelmsruh nel 2001 per motivi legali quando ha rilevato ADtranz. L'RS1 è un railbus a scartamento standard da 1.435 mm (4 ft 8 1⁄2 in) costruito secondo gli standard UIC, che quindi può sopportare forze longitudinali di 1.500 kN (340.000 lbf); è disponibile con accoppiamenti tampone centrale o con i soliti tamponi europei e accoppiatori a catena. Il 65% del pavimento del veicolo è basso e progettato per un'altezza della piattaforma di 55 cm (22 pollici). Sulla Schönbuchbahn è in uso una variante speciale progettata per piattaforme da 76 cm (30 pollici). Il railbus ha un pavimento di alto livello sopra i due carrelli a quattro ruote a ciascuna estremità.
Due unità di azionamento diesel-meccaniche indipendenti, ad es. da MAN, funziona con gasolio o biodiesel da olio di colza, ciascuno aziona entrambi gli assi su uno dei due carrelli.
L'aspetto della RS1 è sorprendente perché il suo design della finestra sembra un supporto di un ponte con telaio in legno (o travatura Warren), i pilastri angolati della scocca sono visibili alle finestre. Questa costruzione fu originariamente proposta ad ABB (in seguito ADtranz) da Design Triangle durante uno studio di ricerca sulla riduzione del peso per i treni ad alta velocità. Lo studio, riportato in un documento all'Institution of Mechanical Engineers nel 1996, ha mostrato che il concetto di pilastro diagonale consentiva la riduzione della massa, una migliore visuale dei passeggeri e la flessibilità della disposizione dei sedili, pur mantenendo un'adeguata resistenza del corpo e rigidità. ABB ha richiesto un brevetto sul design. Il Bombardier Itino utilizza un design simile ai montanti delle finestre ad angolo. Un design simile del pilastro della finestra era stato utilizzato sul vagone Schienenzeppelin nel 1929.
Da un punto di vista operativo il Regio-Shuttle può essere utilizzato per operazioni con un solo uomo su ferrovie a scartamento pieno senza alcuna restrizione. La sua capacità relativamente ridotta (massimo meno di 170 passeggeri) è bilanciata dal fatto che il veicolo può essere guidato in multipli fino a sette unità. Un rastrello di cinque RS1 può quindi gestire un massimo di poco meno di 850 passeggeri, anche se un po' 'antieconomico rispetto a un treno trainato da una locomotiva a causa del consumo di carburante dei suoi dieci motori diesel.
Nel 2006 un Regio-Shuttle è stato convertito da Voith. Tra le altre cose, le emissioni di scarico sarebbero state più rigide e la velocità massima sarebbe stata aumentata a 140 km / h. Una serie di produzione doveva seguire, tuttavia sembra che la produzione del Regio-Shuttle sia cessata nel 2006. Nel 2007 e nel 2008 sono seguiti ulteriori ordini dall'ODEG, dalla HzL e dal Rhenus Veniro. Includendo le macchine su ordinazione, il numero totale di Regio-Navette prodotte arriva a 365 unità. Alla fine di giugno 2008 la Deutsche Bahn AG ha stipulato un contratto con Stadler per la consegna di un massimo di 60 Regio-Shuttles. Questi verranno annullati se DB Regio riuscirà ad aggiudicarsi le gare e necessiterà di Regio-Navette per i servizi previsti.